# Dariusz Dąbrowski
Dariusz Dąbrowski (ur. 1965 w Wąbrzeźnie) – polski historyk. 
Ukończył LO im. Zygmunta Działowskiego w Wąbrzeźnie, a następnie historię i ochronę dóbr kultury na Uniwersytecie Mikołaja Kopernika w Toruniu. Specjalizuje się w genealogii Rurykowiczów, badaniach nad dziejami średniowiecznej Rusi (ze szczególnym uwzględnieniem historii kultury i społecznej) oraz historii muzeów na ziemiach dawnej Rzeczypospolitej. Propaguje wiedzę na temat regionu, z którego pochodzi (ziemia chełmińska). Doktorat uzyskał w 2000 za pracę Polityka małżeńska Romanowiczów książąt halicko-wołyńskich. Habilitacja w 2009 r. na podstawie rozprawy Genealogia Mścisławowiczów. Pierwsze pokolenia (do początku XIV wieku). Pracuje na Uniwersytecie Kazimierza Wielkiego w Bydgoszczy.
22 kwietnia 2021 Prezydent RP nadał mu tytuł profesora.

## Publikacje
- Rodowód Romanowiczów książąt halicko-wołyńskich, Poznań-Wrocław 2002 (= "Biblioteka Genealogiczna" 6), ss. 348.
- Genealogia Mścisławowiczów. Pierwsze pokolenia (do początku XIV wieku) (2008)
- Daniel Romanowicz król Rusi (ok. 1201 - 1264). Biografia polityczna, Kraków (Avalon) 2012 (= Monografie Pracowni Badań nad Dziejami Rusi UKW w Bydgoszczy, t. 1), ss. 538.
- Генеалогия Мстиславичей: Первые поколения (до начала XIV в.); пер. и вступ. слово к рус. изд. К. Ерусалимского и О. Остапчук. — СПб. : ДМИТРИЙ БУЛАНИН, 2015 (STUDIORUM SLAVICORUM ORBIS, вып. 10); ISBN 978-5-86007-806-2
- Król Rusi Daniel Romanowicz. O ruskiej rodzinie książęcej, społeczeństwie i kulturze w XIII w., Kraków: Avalon 2016
- Kronika halicko – wołyńska (Kronika Romanowiczów), tłumaczenie, wstęp i komentarze Dariusz Dąbrowski i Adrian Jusupović, Kraków – Warszawa 2017
- Kronika halicko – wołyńska (Kronika Romanowiczów), wydali, wstępem i przypisami opatrzyli Dariusz Dąbrowski, Adrian Jusupović przy współpracy Iriny Juriewej, Aleksandra Majorowa i Tatiany Wiłkuł, [w:] Monumenta Poloniae Historica nova series, t. XVI, Kraków – Warszawa 2017.
- Kronika halicko-wołyńska o sztuce, t. I: Architektura, Kraków: Avalon, 2023.
- Король Руси Данило Романович (прибл. 1201– 1264). Політична біографія, Львiв 2025 ISBN 978-617-8538-03-3